# کارلو امری
کارلو امری (انگلیسی: Carlo Emery) دانشمند در زمینه حشره‌شناسی اهل پادشاهی ایتالیا بود.